# Serie A Goal of the Month
Il premio Serie A Goal of the Month, noto per ragioni di sponsorizzazione come Iliad Goal of the Month, è un riconoscimento mensile dato al miglior goal del mese della Serie A, a partire dalla stagione 2021-2022.
Lorenzo Pellegrini è il giocatore che ha vinto più volte il riconoscimento, il Milan e il Napoli le squadre che hanno avuto più volte il giocatore vincitore, mentre l'Italia la nazione con più giocatori a ricevere il premio.

## Albo d'oro
Le reti premiate con il riconoscimento Serie A Goal of the Season sono evidenziate in giallo.

### Serie A 2021-2022
Di seguito i vincitori.
| Mese      | Giocatore           | Squadra   |
| --------- | ------------------- | --------- |
| Settembre | Lorenzo Pellegrini  | Roma      |
| Ottobre   | Antonio Candreva    | Sampdoria |
| Novembre  | Keita               | Cagliari  |
| Dicembre  | Juan Cuadrado       | Juventus  |
| Gennaio   | Lorenzo Pellegrini  | Roma      |
| Febbraio  | Ruslan Malinovs'kyj | Atalanta  |
| Marzo     | Lorenzo Pellegrini  | Roma      |
| Aprile    | Ivan Perišić        | Inter     |
| Maggio    | Theo Hernández      | Milan     |

### Serie A 2022-2023
Di seguito i vincitori.
| Mese      | Giocatore              | Squadra    |
| --------- | ---------------------- | ---------- |
| Agosto    | Lorenzo Colombo        | Lecce      |
| Settembre | Rafael Leão            | Milan      |
| Ottobre   | Brahim Díaz            | Milan      |
| Novembre  | Lewis Ferguson         | Bologna    |
| Gennaio   | Victor Osimhen         | Napoli     |
| Febbraio  | Cristiano Biraghi      | Fiorentina |
| Marzo     | Khvicha K'varatskhelia | Napoli     |
| Aprile    | Alexis Saelemaekers    | Milan      |
| Maggio    | Theo Hernández         | Milan      |

### Serie A 2023-2024
Di seguito i vincitori.
| Mese      | Giocatore              | Squadra     |
| --------- | ---------------------- | ----------- |
| Settembre | Marcus Thuram          | Inter       |
| Ottobre   | Gianluca Scamacca      | Atalanta    |
| Novembre  | Federico Dimarco       | Inter       |
| Dicembre  | Cyril Ngonge           | Verona      |
| Gennaio   | Antonio Candreva       | Salernitana |
| Febbraio  | Michael Folorunsho     | Verona      |
| Marzo     | Dany Mota              | Monza       |
| Aprile    | Matteo Politano        | Napoli      |
| Maggio    | Khvicha K'varatskhelia | Napoli      |

### Serie A 2024-2025
Di seguito i vincitori.
| Mese      | Giocatore       | Squadra    |
| --------- | --------------- | ---------- |
| Agosto    | Nicolò Barella  | Inter      |
| Settembre | Saúl Coco       | Torino     |
| Ottobre   | Luca Mazzitelli | Como       |
| Novembre  | Gabriele Zappa  | Cagliari   |
| Dicembre  | Ché Adams       | Torino     |
| Gennaio   | Kenan Yıldız    | Juventus   |
| Febbraio  | Moise Kean      | Fiorentina |
| Marzo     | Ondrej Duda     | Verona     |
| Aprile    | Dan Ndoye       | Bologna    |
| Maggio    | Scott McTominay | Napoli     |

## Statistiche

### Classifica per club
| Pos. | Squadra     | Titoli |
| ---- | ----------- | ------ |
| 1    | Milan       | 5      |
| 1    | Napoli      | 5      |
| 3    | Inter       | 4      |
| 4    | Roma        | 3      |
| 4    | Verona      | 3      |
| 6    | Atalanta    | 2      |
| 6    | Bologna     | 2      |
| 6    | Cagliari    | 2      |
| 6    | Fiorentina  | 2      |
| 6    | Juventus    | 2      |
| 6    | Torino      | 2      |
| 12   | Como        | 1      |
| 12   | Lecce       | 1      |
| 12   | Monza       | 1      |
| 12   | Sampdoria   | 1      |
| 12   | Salernitana | 1      |

### Classifica per nazionalità
| Pos. | Nazione            | Titoli |
| ---- | ------------------ | ------ |
| 1    | Italia             | 15     |
| 2    | Francia            | 3      |
| 2    | Scozia             | 3      |
| 4    | Belgio             | 2      |
| 4    | Georgia            | 2      |
| 4    | Portogallo         | 2      |
| 7    | Colombia           | 1      |
| 7    | Croazia            | 1      |
| 7    | Guinea Equatoriale | 1      |
| 7    | Nigeria            | 1      |
| 7    | Senegal            | 1      |
| 7    | Slovacchia         | 1      |
| 7    | Spagna             | 1      |
| 7    | Svizzera           | 1      |
| 7    | Turchia            | 1      |
| 7    | Ucraina            | 1      |

### Plurivincitori
In grassetto i giocatori che attualmente militano in Serie A.
| Pos. | Allenatore             | Titoli |
| ---- | ---------------------- | ------ |
| 1    | Lorenzo Pellegrini     | 3      |
| 2    | Antonio Candreva       | 2      |
| 2    | Theo Hernández         | 2      |
| 2    | Khvicha K'varatskhelia | 2      |